# Sportjahr 1890
Liste der Sportjahre

◄◄ | ◄ | 1886 | 1887 | 1888 | 1889 | Sportjahr 1890 | 1891 | 1892 | 1893 | 1894 | ► | ►►

Weitere Ereignisse

## Ereignisse

### Boxen
- 31. März: Der kanadische Federgewichtsboxer George Dixon wird der erste schwarze Weltmeister der Geschichte. Er behält den Titel bis ins Jahr 1900.

### Fußball
- 2. November: Der BFC Alemannia 90 wird gegründet.
- 2. November: Der Berliner FC Vorwärts 1890 wird gegründet.
- 4. November: Der Bund Deutscher Fußballspieler wird gegründet. Gründungsmitglieder sind BFC Germania 1888, BFC Vorwärts 1890, BFC Askania 1890, BFC Borussia 1890, BFC Concordia 1890, BFC Hellas 1890, BFC Tasmania 1890 und BFC Teutonia 1891. Das Verbandsgebiet bleibt jedoch auf den Großraum Berlin beschränkt.
- Die Scottish Football League wird gegründet.

### Rudern
- 26. März: Oxford besiegt Cambridge im Boat Race in 22′03″.

### Rugby
- 1. Februar bis 15. März: England und Schottland gewinnen gemeinsam die Home Nations Championship 1890 der Rugby Union.
- 25. März: Der Cannstatter Fußball-Club wird gegründet (spielt Fußball im Sinne von Rugby).
- Nach fünfjährigen Regelstreitigkeiten tritt England dem International Rugby Football Board bei.

### Schach
- 19. Dezember: Die vom Manhattan Chess Club ausgerichtete Schachweltmeisterschaft 1890 zwischen Titelverteidiger Wilhelm Steinitz und Isidor Gunsberg beginnt. Sie dauert bis zum 22. Januar 1891.

### Schwimmen
- Deutsche Schwimmmeisterschaften 1890

### Segeln
- Der Hong Kong Corinthian Sailing Club wird gegründet.

### Wintersport

#### Eisschnelllaufrekorde
- 2. März: Oskar Fredriksen, Norwegen, läuft die 5000 Meter Eisschnelllauf in Stockholm in 9:19,8 min.

#### Skispringen
- Mikkel Hemmestveit, Norwegen, erreicht beim Skispringen auf dem McSorely Hill in Red Wing, Minnesota, 31,1 Meter.

## Geboren

### Januar
- 01. Januar: Max Gablonsky, deutscher Fußballspieler und Leichtathlet († 1969)
- 01. Januar: Alvin Loftes, US-amerikanischer Radrennfahrer († 1971)
- 02. Januar: Leon Tuck, US-amerikanischer Eishockeyspieler († 1953)
- 03. Januar: Paul Durin, französischer Turner († 1953)
- 04. Januar: Pierre Nijs, belgischer Wasserballspieler († 1939)
- 04. Januar: Per Nilsson, schwedischer Turner († 1964)
- 05. Januar: Mauritz Carlsson, schwedischer Langstreckenläufer († 1953)
- 06. Januar: Franz Kreisel, deutscher Fußballtorhüter, Eishockeyspieler und -trainer sowie -schiedsrichter († 1960)
- 06. Januar: Georges Rigal, französischer Schwimmer und Wasserballspieler († 1974)
- 07. Januar: Maurice McLoughlin, US-amerikanischer Tennisspieler († 1957)
- 09. Januar: Manuel Andrada, argentinischer Polospieler († 1962)
- 12. Januar: Otto Groß, deutscher Schwimmer († 1964)
- 12. Januar: Cyril Porter, britischer Langstreckenläufer († 1964)
- 17. Januar: Walter Sorkale, deutscher Fußballspieler († 1945)
- 18. Januar: Kurt Reichenbach, deutscher Turner († 1945)
- 19. Januar: Elmer Niklander, finnischer Kugelstoßer und Diskuswerfer († 1942)
- 21. Januar: Mauricio Galvao, deutscher Hockeyspieler († 1945)
- 22. Januar: Edward Wennerholm, schwedischer Turner († 1943)
- 23. Januar: Albert Zürner, deutscher Wasserspringer († 1920)
- 25. Januar: Erik Bisgaard, dänischer Ruderer († 1987)
- 29. Januar: Sigurd Kander, schwedischer Segler († 1980)
- 31. Januar: John Zander, schwedischer Mittel- und Langstreckenläufer († 1967)

### Februar
- 01. Februar: Árpád Pédery, ungarischer Turner († 1914)
- 03. Februar: George Horine, US-amerikanischer Leichtathlet († 1948)
- 04. Februar: Geoffrey Taylor, kanadischer Ruderer († 1915)
- 07. Februar: Serafino Mazzarocchi, italienischer Turner († 1961)
- 16. Februar: Aage Holm, dänischer Schwimmer († 1957)
- 17. Februar: Gustave Buchard, französischer Degenfechter († 1977)
- 17. Februar: Armand Deprez, belgischer Schwimmer († unbekannt)
- 18. Februar: Halland Britton, britischer Leichtathlet († 1975)
- 18. Februar: Ragnar Omtvedt, norwegischer Skilangläufer, Skispringer und nordischer Kombinierer († 1975)
- 19. Februar: Albert White, englischer Bahnradsportler († 1965)
- 20. Februar: Alma Richards, US-amerikanischer Leichtathlet († 1963)
- 22. Februar: Adolf Seebaß, deutscher Turner († 1890)
- 26. Februar: Ralph Tschudi, norwegischer Segler († 1974)

### März
- 02. März: Oscar Egg, Schweizer Radrennfahrer († 1961)
- 02. März: Egbert Reimsfeld, deutscher Ruderer († 1952)
- 06. März: Ödön Tersztyánszky, ungarischer Fechter († 1929)
- 07. März: Gustaf Johnsson, schwedischer Turner († 1959)
- 07. März: Hubert Stevens, US-amerikanischer Bobfahrer († 1950)
- 08. März: Fred Taylor, US-amerikanischer Radrennfahrer († 1968)
- 11. März: James Reilly, US-amerikanischer Schwimmer († 1962)
- 12. März: Willy Walb, deutscher Ingenieur, Automobilrennfahrer und Rennleiter († 1962)
- 13. März: Franz Suter, Schweizer Radrennfahrer († 1914)
- 17. März: Hans Roth, deutscher Kunstturner († unbekannt)
- 18. März: Gunnar Andersen, norwegischer Fußballspieler und Skispringer († 1968)
- 18. März: Henri Decoin, französischer Schwimmer, Wasserballspieler und Sportjournalist († 1969)
- 19. März: Jennie Fletcher, britische Schwimmerin († 1968)
- 20. März: Lauri Tanner, finnischer Turner und Fußballspieler († 1950)
- 21. März: Vilmos Kertész, ungarischer Fußballspieler und -trainer († 1962)
- 23. März: Frederick Hibbins, britischer Langstreckenläufer († 1969)
- 23. März: Eugène Ryter, Schweizer Gewichtheber († 1973)
- 24. März: Rudolf Reichelt, deutscher Ruderer († 1971)
- 24. März: Robert Schurrer, französischer Sprinter († 1972)
- 27. März: Edwina Chamier, kanadische Skirennläuferin († 1981)
- 27. März: Harald Julin, schwedischer Schwimmer und Wasserballspieler († 1967)
- 28. März: José María Alonso, spanischer Tennisspieler († 1979)
- 28. März: Erwin Mehl, österreichischer Sportwissenschaftler († 1984)
- 31. März: Ben Adams, US-amerikanischer Leichtathlet († 1961)
- 31. März: Aimé Proot, belgischer Langstreckenläufer († 1959)

### April
- 03. April: Arvid Spångberg, schwedischer Wasserspringer († 1959)
- 05. April: Karl Kirk, dänischer Turner († 1955)
- 05. April: William Moore, britischer Mittel- und Langstreckenläufer († 1960)
- 09. April: Robert Gardner, US-amerikanischer Golfspieler und Stabhochspringer († 1956)
- 13. April: John Gallagher, US-amerikanischer Marathonläufer († 1950)
- 14. April: Fernand Fauconnier, französischer Turner († 1940)
- 15. April: Eduard Scherrer, Schweizer Bobfahrer († 1972)
- 16. April: Harry Dickason, britischer Turner († 1962)
- 16. April: Edvin Mattiasson, schwedischer Ringer († 1975)
- 18. April: Robert Lindsay, britischer Leichtathlet († 1958)
- 18. April: Hannes Sirola, finnischer Turner († 1985)
- 19. April: Alexander Sperling, deutscher Turner († 1973)
- 20. April: Béla von Las-Torres, ungarischer Schwimmer († 1915)
- 21. April: Marc Wright, US-amerikanischer Stabhochspringer († 1975)
- 23. April: Max Gumpel, schwedischer Schwimmer und Wasserballspieler († 1965)
- 27. April: Eero Hyvärinen, finnischer Turner († 1973)
- 30. April: Augusto Maccario, italienischer Leichtathlet († 1927)

### Mai
- 01. Mai: James Duffy, kanadischer Leichtathlet († 1915)
- 04. Mai: Morris Fisher, US-amerikanischer Sportschütze († 1968)
- 04. Mai: John Skrataas, norwegischer Turner († 1961)
- 04. Mai: Angelo Zorzi, italienischer Turner († 1974)
- 05. Mai: Giulio Basletta, italienischer Fechter und Fechtsportfunktionär († 1975)
- 05. Mai: Augustien Pluys, belgischer Turner († unbekannt)
- 05. Mai: Léon Vanderstuyft, belgischer Radrennfahrer († 1954)
- 07. Mai: Huug de Groot, niederländischer Fußballspieler († 1957)
- 07. Mai: Herbert Putnam, US-amerikanischer Mittelstreckenläufer († 1967)
- 10. Mai: Gyula Bíró, ungarischer Fußballspieler und -trainer († 1961)
- 10. Mai: Jean Piot, französischer Fechter († 1961)
- 11. Mai: Willie Applegarth, britischer Leichtathlet und Olympiasieger († 1958)
- 11. Mai: Helge Løvland, norwegischer Leichtathlet († 1984)
- 11. Mai: Imre Zachár, ungarischer Schwimmer († 1954)
- 14. Mai: Johannes Reinwaldt, dänischer Radrennfahrer († 1958)
- 16. Mai: Paul Arets, belgischer Turner († 1949)
- 17. Mai: Walter Flanigan, US-amerikanischer Footballfunktionär († 1962)
- 17. Mai: Samu Fóti, ungarischer Turner und Diskuswerfer († 1916)
- 18. Mai: Erik Pettersson, schwedischer Gewichtheber († 1975)
- 20. Mai: Georges Tainturier, französischer Fechter († 1943)
- 22. Mai: Pierre Canivet, französischer Curlingspieler († 1982)
- 22. Mai: Erich Schultze, deutscher Schwimmer († 1938)
- 23. Mai: Gustav Collin, schwedischer Schwimmer († 1966)

### Juni
- 01. Juni: Olle Ericsson, schwedischer Sportschütze († 1950)
- 03. Juni: Frank Sandon, britischer Schwimmer († 1979)
- 06. Juni: Henri Bellivier, französischer Bahnradsportler († 1980)
- 06. Juni: Paul Kellner, deutscher Schwimmer († 1972)
- 07. Juni: Alois Müller, österreichischer Fußballspieler und -trainer († 1969)
- 08. Juni: Åge Lundström, schwedischer Fechter und Reitsportler († 1975)
- 09. Juni: Willem Stibolt, norwegischer Tennisspieler († 1964)
- 11. Juni: Kurt C. Volkhart, deutscher Ingenieur, Konstrukteur, Automobilrennfahrer und erster Fahrer eines Raketenfahrzeuges († 1959)
- 12. Juni: Enrique Padilla, argentinischer Polospieler († unbekannt)
- 16. Juni: Sándor Bodnár, ungarischer Fußballspieler († 1955)
- 17. Juni: Henk Janssen, niederländischer Tauzieher († 1969)
- 18. Juni: Károly Rémi, ungarischer Wasserballspieler († 1914)
- 21. Juni: Ejgil Clemmensen, dänischer Ruderer († 1932)
- 23. Juni: Johannes Reuschle, deutscher Turner († 1949)
- 24. Juni: Freddy Charlier, belgischer Eishockeyspieler und Automobilrennfahrer († 1929)
- 24. Juni: Hannes Schneider, österreichischer Skipionier und Schauspieler († 1955)
- 24. Juni: Sidney Swann, britischer Ruderer (* 1976)
- 26. Juni: Gregor Vietz, deutscher Langstreckenläufer († unbekannt)
- 28. Juni: Howard Drew, US-amerikanischer Sprinter († 1957)
- 29. Juni: Medardo Lamberti, italienischer Ruderer († 1986)
- 30. Juni: Paul Hempel, deutscher Leichtathlet († 1950)

### Juli
- 02. Juli: Leen Hoogendijk, niederländischer Wasserballspieler († 1969)
- 02. Juli: Amedeo Varese, italienischer Fußballspieler († 1969)
- 03. Juli: Biagio Nazzaro, italienischer Automobil- und Motorradrennfahrer († 1922)
- 07. Juli: Karl Tekusch, österreichischer Fußballspieler und Gymnasiallehrer († 1977)
- 08. Juli: Ödön Téry, ungarischer Turner († 1981)
- 10. Juli: William Foster, britischer Schwimmer († 1963)
- 11. Juli: Franz Lemnitz, deutscher Radrennfahrer († 1963)
- 12. Juli: Lawrence McCormick, US-amerikanischer Eishockeyspieler († 1961)
- 13. Juli: Christian Svendsen, dänischer Turner († 1959)
- 14. Juli: Fritz Weinzinger, österreichischer Leichtathlet († 1963)
- 16. Juli: Félicien Kempeneers, belgischer Turner († 1968)
- 17. Juli: Georges Hoël, französischer Turner († 1967)
- 18. Juli: Nils Linde, schwedischer Hammerwerfer († 1962)
- 20. Juli: Albert Arnheiter, deutscher Ruderer († 1945)
- 20. Juli: Enrico Giaccone, italienischer Automobilrennfahrer († 1923)
- 25. Juli: Torleiv Corneliussen, norwegischer Segler († 1975)
- 25. Juli: Virginie Hériot, französische Seglerin († 1932)
- 26. Juli: Gáspár Borbás, ungarischer Fußballspieler († 1976)
- 26. Juli: Georges Casanova, französischer Degenfechter († 1932)
- 27. Juli: Ladislav Brůžek, tschechoslowakischer Radrennfahrer († unbekannt)
- 27. Juli: Jacques Forestier, französischer Sportler († 1978)
- 27. Juli: Armas Taipale, finnischer Diskuswerfer († 1976)
- 28. Juli: Antonio Cotichini, italienischer Turner († 1947)
- 28. Juli: Jean-Pierre Thommes, luxemburgischer Kunstturner († 1963)
- 31. Juli: Georg Amberger, deutscher Leichtathlet († 1949)

### August
- 01. August: Arthur Harris, US-amerikanischer Polospieler († 1968)
- 03. August: Louis Charavel, französischer Automobilrennfahrer († 1980)
- 03. August: Edward Fitzgerald, US-amerikanischer Eishockeyspieler († 1966)
- 04. August: Julianus Wagemans, belgischer Turner († 1965)
- 06. August: Conrad Langaard, norwegischer Tennisspieler († 1950)
- 13. August: Ellen Osiier, dänische Fechterin († 1962)
- 14. August: Jørgen Hansen, dänischer Ruderer († 1953)
- 15. August: Willy Lorenz, deutscher Radrennfahrer († 1971)
- 18. August: Maurice Podoloff, US-amerikanischer Jurist und Sportmanager († 1985)
- 19. August: Bertil Uggla, schwedischer Stabhochspringer, Fechter und Moderner Fünfkämpfer († 1945)
- 19. August: Leslie Wormwald, britischer Ruderer († 1965)
- 20. August: Cees ten Cate, niederländischer Fußballspieler († 1972)
- 21. August: Wilhelmus Johannes Bekkers, niederländischer Tauzieher († 1957)
- 21. August: Georges Hellebuyck, belgischer Segler († 1975)
- 24. August: Duke Kahanamoku, hawaiischer Schwimmer, Surfer und Schauspieler († 1968)
- 30. August: Alfred Ollerup Jørgensen, dänischer Turner († 1973)

### September
- 03. September: James Wendell, US-amerikanischer Leichtathlet († 1958)
- 04. September: Pierre Hentges, luxemburgischer Kunstturner († 1975)
- 08. September: Thomas Humphreys, britischer Langstreckenläufer († 1967)
- 10. September: Kumagai Ichiya, japanischer Tennisspieler († 1968)
- 12. September: Erich Lehmann, deutscher Sprinter und Mittelstreckenläufer († 1917)
- 17. September: Colin Carruthers, britischer Eishockeyspieler († 1957)
- 17. September: Sverre Grøner, norwegischer Turner († 1972)
- 20. September: Richard Sjöberg, schwedischer Leichtathlet und Sportfunktionär († 1960)
- 22. September: Hermann Bohne, norwegischer Turner († 1949)
- 26. September: Karl Lindahl, schwedischer Turner († 1960)
- 27. September: Marius Hansen, dänischer Turner († 1980)
- 30. September: André Gobert, französischer Tennisspieler († 1951)

### Oktober
- 02. Oktober: Giuseppe Tonani, italienischer Gewichtheber und Tauzieher († 1971)
- 07. Oktober: Walter Wadsworth, englischer Fußballspieler († 1951)
- 08. Oktober: Edward Vernon Rickenbacker, US-amerikanischer Automobilrennfahrer, Unternehmer und Jagdflieger im Ersten Weltkrieg († 1973)
- 10. Oktober: Werner Magnusson, schwedischer Leichtathlet († 1966)
- 12. Oktober: František Cejnar, tschechoslowakischer Fußballschiedsrichter († 1950)
- 15. Oktober: Carlo Fregosi, italienischer Turner († 1968)
- 15. Oktober: John Paul Jones, US-amerikanischer Mittelstreckenläufer († 1970)
- 18. Oktober: Aage Frandsen, dänischer Turner († 1968)
- 18. Oktober: Hans Eiler Pedersen, dänischer Turner († 1971)
- 20. Oktober: Erik Kjeldsen, dänischer Radrennfahrer († 1976)
- 26. Oktober: Charles R. MacIver, britischer Segler († 1981)

### November
- 01. November: Georges Vivex, belgischer Turner († 1953)
- 04. November: István Déván, ungarischer Sportler († 1977)
- 07. November: Sven Salén, schwedischer Segler († 1969)
- 07. November: Valdemar Wickholm, finnischer Zehnkämpfer und Hürdenläufer († 1970)
- 08. November: René Guenot, französischer Radrennfahrer († 1965)
- 14. November: Anders Johnsson, schwedischer Sportschütze († 1952)
- 15. November: Józef Broel-Plater, polnischer Bobfahrer († 1941)
- 15. November: Folke Fleetwood, schwedischer Diskuswerfer († 1949)
- 16. November: Gyula Feldmann, ungarischer Fußballspieler und -trainer († 1955)
- 22. November: István Szebeny, ungarischer Ruderer († 1953)
- 26. November: Georges Anthony, belgischer Ruderer († unbekannt)
- 26. November: Christian Dauvergne, französischer Automobilrennfahrer († 1954)
- 28. November: Alfred Nichols, britischer Leichtathlet († 1952)
- 30. November: József Munk, ungarischer Schwimmer († unbekannt)

### Dezember
- 03. Dezember: Donald Simpson Bell, englischer Fußballspieler († 1916)
- 03. Dezember: Spencer Wishart, US-amerikanischer Automobilrennfahrer († 1914)
- 06. Dezember: Fred Allen, US-amerikanischer Weitspringer († 1964)
- 06. Dezember: Petter Larsen, norwegischer Segler († 1946)
- 06. Dezember: Gaston Van Laere, französischer Wasserballspieler († unbekannt)
- 08. Dezember: Roberto Ferrari, italienischer Turner († 1954)
- 13. Dezember: Omer Smet, belgischer Hürdenläufer und Sprinter († 1984)
- 15. Dezember: Harry Babcock, US-amerikanischer Stabhochspringer († 1965)
- 16. Dezember: William Vosburgh, US-amerikanischer Wasserballspieler († 1953)
- 17. Dezember: Leopold Dirtl, österreichischer Motorradrennfahrer († 1948)
- 19. Dezember: Sulo Jääskeläinen, finnischer Skispringer und Nordischer Kombinierer († 1942)
- 19. Dezember: Knud Vermehren, dänischer Turner († 1985)
- 20. Dezember: Oswald Turnbull, britischer Tennisspieler († 1970)
- 22. Dezember: Nol van Berckel, niederländischer Fußballspieler († 1973)
- 24. Dezember: Alfred Neveu, Schweizer Bobfahrer († 1975)
- 25. Dezember: André Lesauvage, französischer Segler († 1971)
- 26. Dezember: Percy Hodge, britischer Leichtathlet († 1967)
- 26. Dezember: Heinrich Landrock, deutscher Ruderer († 1948)
- 29. Dezember: Josef Brandstetter, österreichischer Fußballspieler und -trainer († 1945)
- 29. Dezember: Gustaf Carlén, schwedischer Langstreckenläufer († 1975)
- 31. Dezember: József Berkes, ungarischer Turner († 1963)

### Genaues Datum unbekannt
- Pawel Awksentjew, russischer Schwimmer und Wasserspringer († unbekannt)
- Rudolf Bosshard, Schweizer Ruderer († 1980)
- Luis Chiappara, uruguayischer Fußballspieler († unbekannt)
- Lucien Dehoux, belgischer Turner († 1964)
- Triantafyllos Kordogiannis, griechischer Säbelfechter († unbekannt)
- Arturo Porro, italienischer Leichtathlet († 1967)
- Alexandros Vrasivanopoulos, griechischer Sportschütze († unbekannt)

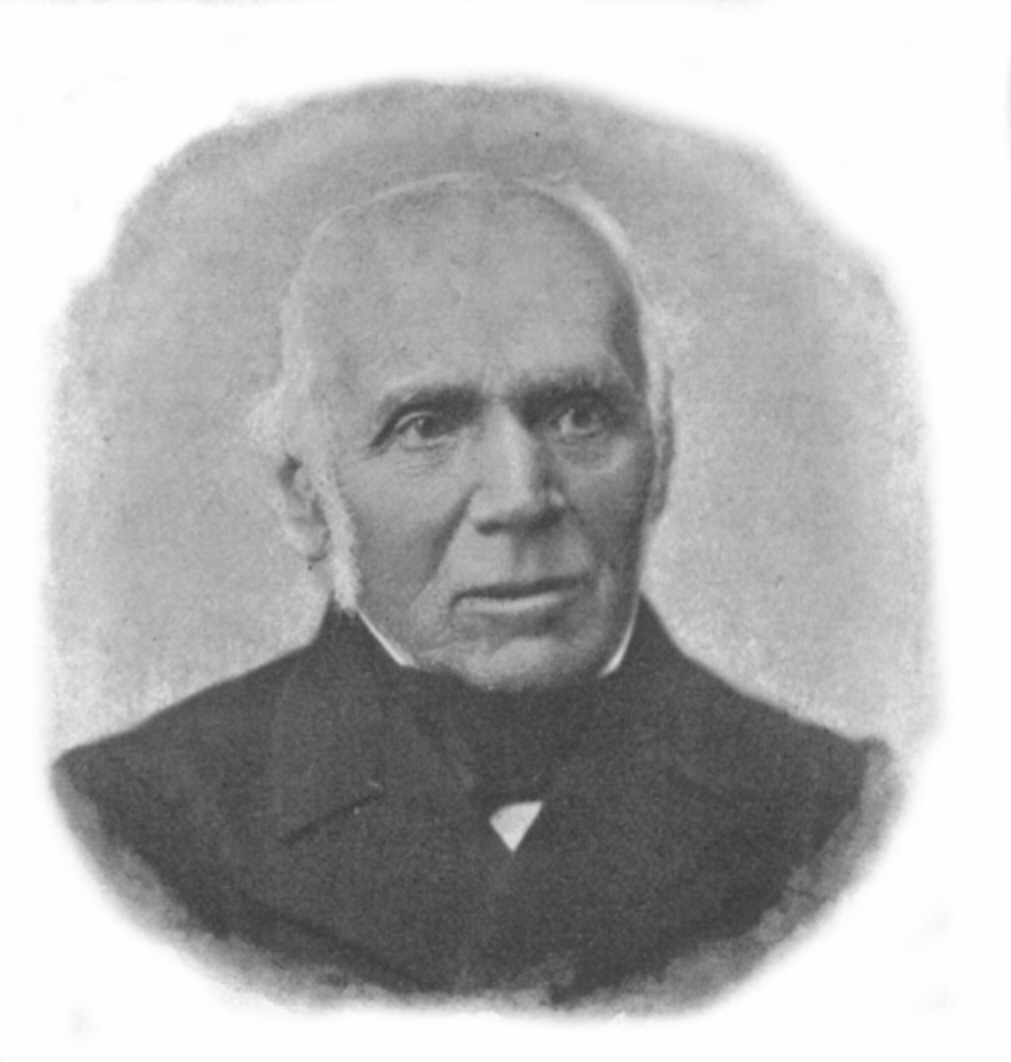
Gottlieb Samuel Studer in fortgeschrittenem Alter

## Gestorben
- 14. Dezember: Gottlieb Samuel Studer, Schweizer Bergsteiger, Panoramazeichner und Autor (* 1804)